# Betterton
Betterton és una població dels Estats Units a l'estat de Maryland. Segons el cens del 2000 tenia 376 habitants.

## Demografia
Segons el cens del 2000, Betterton tenia 376 habitants, 164 habitatges, i 102 famílies. La densitat de població era de 163,1 habitants per km².
Dels 164 habitatges en un 29,3% hi vivien nens de menys de 18 anys, en un 47% hi vivien parelles casades, en un 11,6% dones solteres, i en un 37,8% no eren unitats familiars. En el 34,1% dels habitatges hi vivien persones soles l'11,6% de les quals corresponia a persones de 65 anys o més que vivien soles. El nombre mitjà de persones vivint en cada habitatge era de 2,29 i el nombre mitjà de persones que vivien en cada família era de 2,94.
Per edats la població es repartia de la següent manera: un 26,1% tenia menys de 18 anys, un 8,8% entre 18 i 24, un 25,8% entre 25 i 44, un 25,8% de 45 a 60 i un 13,6% 65 anys o més.
L'edat mediana era de 39 anys. Per cada 100 dones de 18 o més anys hi havia 86,6 homes.
La renda mediana per habitatge era de 36.477 $ i la renda mediana per família de 38.750 $. Els homes tenien una renda mediana de 31.250 $ mentre que les dones 27.188 $. La renda per capita de la població era de 24.848 $. Entorn del 6,1% de les famílies i el 6,8% de la població estaven per davall del llindar de pobresa.

## Poblacions més properes
El següent diagrama mostra les poblacions més properes.